# جان وبستر

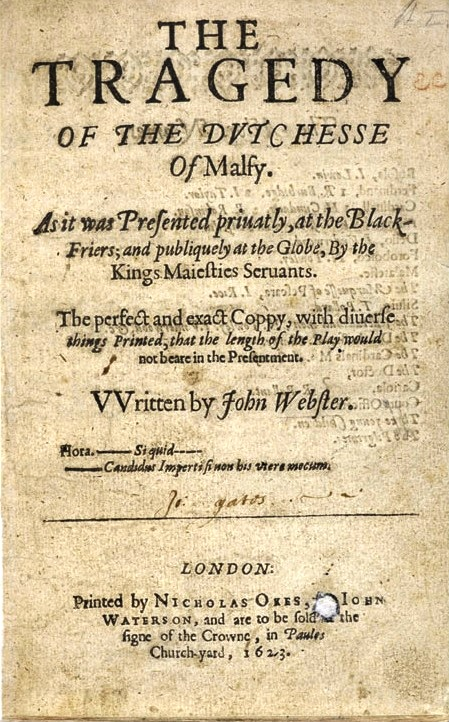
جان وبستر شاعر اهل بیریتانیا بود که با دو نمایشنامه تراژیک خود در قرن هجده و نوزده به شهرت رسید

جان وبستر (انگلیسی: John Webster؛ زاده ۱۵۸۰ - مرگ ۱۶۳۴) یک نمایش‌نامه‌نویس، شاعر، و نویسنده اهل بریتانیا بود. شهرت او به خاطر دو نمایشنامه تراژیک  شیطان سفید و دوشس ملفی است.

سبک او به ادبیات گوتیک قرن هجده و نوزده بریتانیا مشابهت دارد. جهانی که او در آثارش تصویر می‌کند، جهانی سیاه و تاریک با انسان‌هایی فاسد و شریر است که در میان این سیاهی و فساد، قهرمان‌ها ظهور می‌کنند. مرگ، از مضمون‌های اصلی و مورد علاقه جان وبستر است.

## آثار
شیطان سفید که بازگویی داستان زندگی نجیب زادهٔ ایتالیایی ویتوریا آکورامبونی است.
دوشس ملفی، که بازگویی داستان زندگی دوشس ملفی است.
تراژی-کمدی پروندهٔ شیطان.
نمایشنامه‌ای به همراه توماس میدلتون به نام: هر چیزی برای یک زندگی آرام.
درمانی برای هرزگی، به همراهی ویلیام رولی.
زن بیوه را بیدار نگه دار، به همراه جان فورد.

## جان وبستر در آثار دیگر
نمایشنامهٔ قرن هجدهمی «راز مرگبار»، اثر لوئیس تئوبولد بازسازی دوبارهٔ تم دوشس ملفی است، با یک پایان خوش.
داستان کوتاه «زنی در لباس آفتاب»، (۱۹۳۷)اثر اف.ال. لوکاس، ساعات پایانی عمر ویتوریا آکورامبونی را بازگویی می‌کند.
رمان کارآگاهی «جمجمه زیر استخوان» (۱۹۸۲)اثر پی.دی. جیمز، داستان هنرپیشه‌ای است که در حال پیر شدن است، و قصد دارد دوشس ملفی را در قلعه‌ای اجرا کند. عبارت «جمجمه زیر استخوان» توصیف تی. اس. الیوت از آثار جان وبستر است.
آلبوم جوجه تیغی ِ گروه Echo & the Bunnymen، آهنگی دارد به نام «شیطان سفید»، که در آن به جان وبستر با عبارت «یکی از بهترین ها» اشاره می‌کند، و از دو اثر او نام می‌برد.
«رابرت دیوید مک دونالد» نمایشنامه‌ای دارد به نام «جان وبستر» که در سال ۱۹۸۴ نوشته و اجرا شد.
«جو رابرتس»، در فیلم «شکسپیر عاشق»، نقش جوانی‌های جان وبستر را اجرا می‌کند.
در اقتباس شبکهٔ بی‌بی‌سی (۱۹۸۷) از رمان قتل پنهانِ آگاتا کریستی، صحنهٔ دوم از پردهٔ چهارم دوشس ملفی نشان داده می‌شود.
در دو رمان «آن رایس»، به نام «ملکهٔ ملعون» و «قتل پنهان»، این خط از دوشس ملفی ِ جان وبستر، به کار گرفته شده‌است: «چهره اش را بپوشان. چشمانم سیاهی می‌روند. جوان مُرد.»
رمان «مایک فیگیس» (۲۰۰۱) به نام هتل، صحنه‌هایی از دوشس ملفی را در بر می‌گیرد.
در Boardwalk Empire، محصول شبکهٔ اچ بی او، فصل دوم قسمت ۱۱، نمایشنامهٔ شیطان سفید در یک کلاس درس در دانشگاه پرینستون بحث می‌شود.